# Campiglossa punctella
Campiglossa punctella är en tvåvingeart som först beskrevs av Fallen 1814.  Campiglossa punctella ingår i släktet Campiglossa och familjen borrflugor. Arten är reproducerande i Sverige. Inga underarter finns listade.